# Zacarias Kamwenho
Zacarias Kamwenho (Chimbundo, Angola 1934) és un religiós i pacifista angolès. Va néixer el 1934 a la població angolesa de Chimbundo, situada prop de la ciutat de Huambo, en un país que en aquells moments estava sota domini de Portugal. L'any 1961 fou ordenat prevere, i posteriorment fou nomenat l'any 1974 bisbe i el 1995 arquebisbe de Lubango.
Ferm defensor dels valors democràtics de la política, no ha cessat mai de buscar la fi de la violència al seu país mitjançant el diàleg intereligiós i va contribuir a la signatura en 2002 de l'alto al foc que posava fi a la Guerra Civil angolesa. L'any 2001 fou guardonat, juntament amb la israeliana Nurit Peled-Elhanan i el palestí Izzat Ghazzawi, amb el Premi Sàkharov per la Llibertat de Consciència concedit pel Parlament Europeu.